# Trevor Hudgins
Trevor Hudgins, né le 23 mars 1999 à Manhattan dans le Kansas, est un joueur américain de basket-ball évoluant au poste de meneur et mesurant 1,80 m.

## Biographie

### Carrière professionnelle

#### Rockets de Houston (2022-2023)
Lors de la draft 2022 il n'est pas sélectionné. Quelques jours plus tard, il signe un contrat two-way en faveur des Rockets de Houston. En juillet 2023, son contrat two-way est renouvelé. Il est coupé fin octobre 2023.

#### Le Mans SB (depuis 2023)
Le 7 novembre 2023, il officialise sa signature jusqu'à la fin de la saison avec Le Mans Sarthe Basket qui évolue en championnat de France.
Le 22 Juillet 2024, Il est officiellement prolongé pour un an de plus avec Le Mans.
Au cours de la saison 2024-2025, il est sélectionné pour le mythique concours à 3 pts du "All Star Game" de la LNB. Il remportera ce concours en finale face à Nicolas Lang (CSP Limoges) fraîchement recordman du nombre de tirs à 3 pts marqués, dans le championnat français.

## Palmarès

### Universitaire
- 3× NCAA Division II champion (2019, 2021, 2022)
- 2× NCAA Division II Tournament MOP (2019, 2022)
- 2× NABC Division II Player of the Year (2021, 2022)
- Bevo Francis Award winner (2022)
- 2× First-team Division II All-American – NABC, D2CCA (2021, 2022)
- 3× MIAA Player of the Year (2020–2022)
- 4× First-team All-MIAA (2019–2022)
- MIAA Freshman of the Year (2019)

### En club
- Vainqueur de la Leaders Cup 2025

### Distinctions personnelles
- Vainqueur du 3 Points Shoot-out du All Star Game Betclic ELITE (2024)
- MVP de la Leaders Cup 2025 [3]

## Statistiques

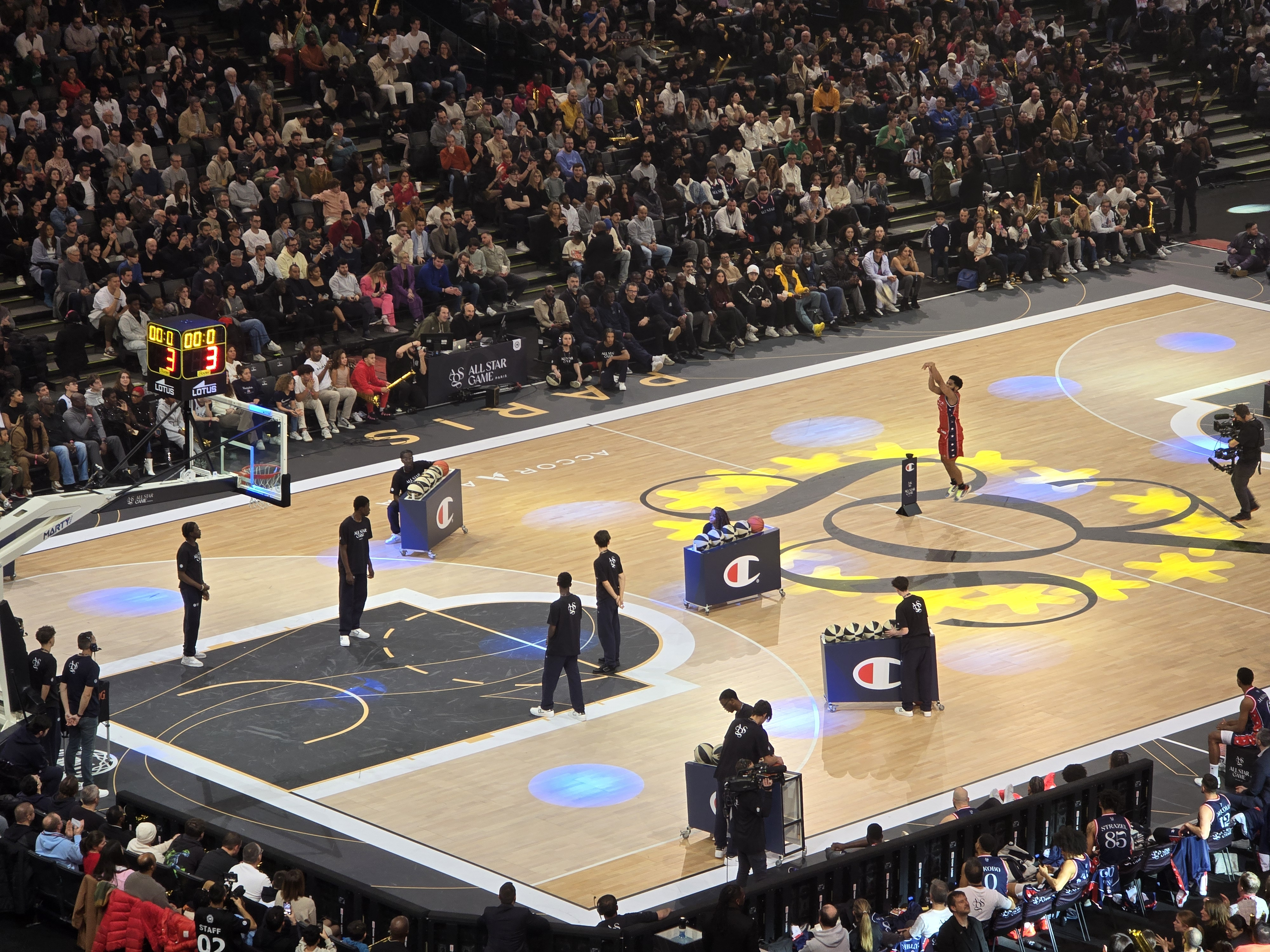
Trevor Hudgins lors du concours à 3 points du All-Star Game LNB 2024.

### Universitaires
| Saison    | Équipe                        | Matchs   | Titul.   | Min./m   | % Tir    | % 3pts   | % LF     | Rbds/m.  | Pass/m.  | Int/m.   | Ctr/m.   | Pts/m.   |
| --------- | ----------------------------- | -------- | -------- | -------- | -------- | -------- | -------- | -------- | -------- | -------- | -------- | -------- |
| 2017-2018 | Northwest Missouri State (en) | Redshirt | Redshirt | Redshirt | Redshirt | Redshirt | Redshirt | Redshirt | Redshirt | Redshirt | Redshirt | Redshirt |
| 2018–2019 | Northwest Missouri State      | 38       | 38       | 34,1     | 0,529    | 0,459    | 0,832    | 2,3      | 5,3      | 1,3      | 0,1      | 18,7     |
| 2019–2020 | Northwest Missouri State      | 32       | 32       | 36,4     | 0,533    | 0,533    | 0,868    | 2,8      | 6,0      | 1,5      | 0,1      | 19,6     |
| 2020–2021 | Northwest Missouri State      | 30       | 30       | 37,1     | 0,542    | 0,508    | 0,901    | 2,4      | 4,6      | 1,3      | 0,1      | 19,8     |
| 2021–2022 | Northwest Missouri State      | 39       | 39       | 37,7     | 0,482    | 0,415    | 0,901    | 2,4      | 4,3      | 1,5      | 0,2      | 23,0     |
| Carrière  | Carrière                      | 139      | 139      | 36,3     | 0,517    | 0,465    | 0,878    | 2,5      | 5,0      | 1,4      | 0,1      | 20,4     |